# Calogero Mannino
Calogero Antonio (Lillo) Mannino (ur. 20 sierpnia 1939 w Asmarze) – włoski polityk i prawnik, parlamentarzysta, minister w różnych resortach.

## Życiorys
Absolwent prawa i nauk politycznych, podjął praktykę w zawodzie adwokata. Zajął się także winiarstwem w gminie Pantelleria. Pełnił kierownicze funkcje w organizacji młodzieżowej przy Azione Cattolica, kierował organizacją związkową CISL na poziomie prowincji i regionu.
Zaangażował się w działalność polityczną w ramach Chrześcijańskiej Demokracji. Był członkiem sycylijskiego parlamentu VI i VII kadencji, w latach 1971–1976 pełnił funkcję asesora do spraw finansów w rządzie regionalnym.
W latach 1976–1994 sprawował mandat posła do Izby Deputowanych VII, VIII, IX, X i XI kadencji. W latach 1980–1981 był podsekretarzem stanu w resorcie skarbu. W randze ministra wchodził w skład siedmiu włoskich rządów. Był ministrem marynarki handlowej (1981–1982), ministrem rolnictwa i leśnictwa (1982–1983, 1988–1990), ministrem transportu (1987–1988) oraz ministrem bez teki do spraw sytuacji nadzwyczajnych w Mezzogiorno (1991–1992)).
W 1994 został tymczasowo aresztowany, oskarżono go o współpracę ze środowiskiem mafijnym. W głównym procesie po kilkunastoletnim postępowaniu został ostatecznie uniewinniony.
Powrócił w międzyczasie do aktywnej działalności politycznej w ramach Unii Chrześcijańskich Demokratów i Centrum. Z ramienia tego ugrupowania zasiadał w Senacie XV kadencji (2006–2008) i Izbie Deputowanych XVI kadencji (2008–2013). W 2010 opuścił frakcję centrystów, do 2011 działał później w ugrupowaniu I Popolari di Italia Domani.